# Batalhão dos Futebolistas

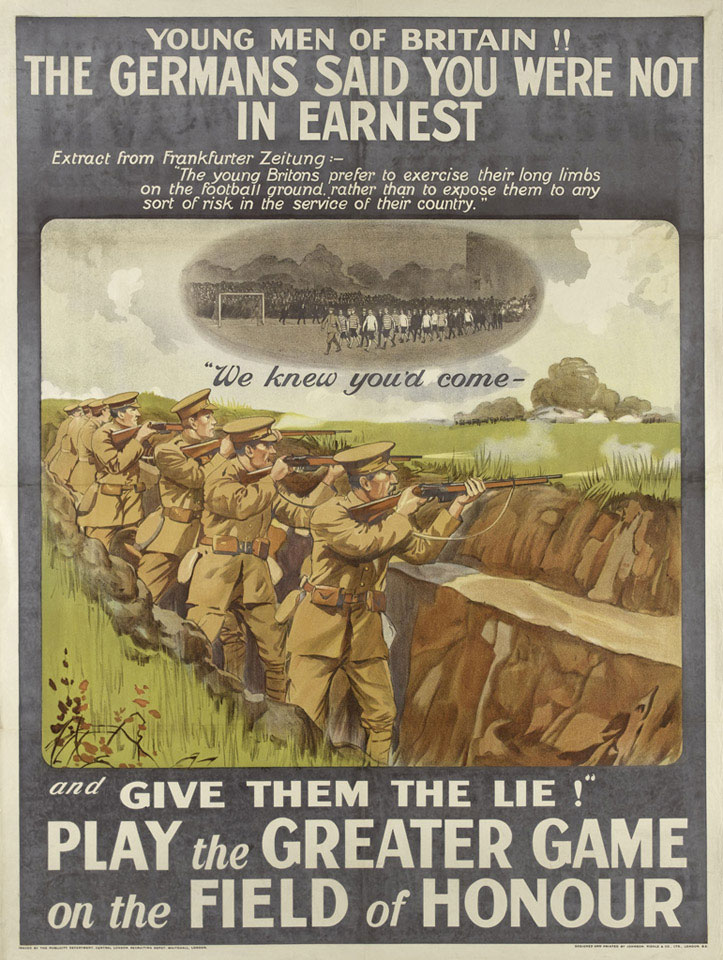
Cartaz convocando britânicos a se juntarem ao Batalhão dos Futebolistas.

Batalhão dos Futebolistas foi um exército formado por jogadores profissionais de futebol, e também torcedores de equipes inglesas, que lutou na Primeira Guerra Mundial. O alistamento em massa de futebolistas era apoiado pela Football Association, como uma maneira de diminuir as críticas pelo fato de partidas serem disputadas enquanto a guerra ocorria. Além disso, à época, o futebol já era encarado como algo culturalmente relevante no Reino Unido, e por isso foi amplamente usado para recrutar soldados nos fronts. Os futebolistas eram usados como propaganda e atraiam os adeptos dos clubes onde jogavam para o campo de batalha. “Venham ao jogo mais importante, juntem-se ao Batalhão do Futebol”, exortava um cartaz de recrutamento.
Desta forma, o chamado Batalhão dos Futebolistas participou das principais batalhas no front ocidental, perdendo mais de mil homens e sendo dissolvido em 1918, pouco antes do fim da guerra.
Entre os futebolistas famosos que fizeram parte deste batalhão, estão Tommy Barber, Vivian Woodward, e Sandy Turnbull. Mas o mais conhecido deles foi Walter Tull, que passou por Tottenham e Northampton e tornou-se o primeiro oficial negro da história do exército britânico.

## Legados e Homenagens
Os futebolistas deste batalhão tornaram-se heróis após o conflito. Na cidade francesa de Longueval, há um memorial em homenagem aos soldados.
Na temporada de 2015-16, o clube de futebol Leyton Orient, da terceira divisão inglesa, homenageou seus futebolistas que arriscaram suas vidas durante o conflito, com a incorporação de um emblema em sua camisa que recordou os três jogadores do clube que morreram na Batalha do Somme, em 1916.

## Na cultura popular
A história do Batalhão dos Futebolistas é retratada no livro "Quando o apito sopra: a história do Batalhão dos Futebolistas", de Andrew Riddoch.